# Kraftwerk Eraring
Das Kraftwerk Eraring (englisch Eraring Power Station) ist ein Kohlekraftwerk in New South Wales, Australien. Es liegt ca. 1 km vom westlichen Ufer des Lake Macquarie entfernt. Die Stadt Newcastle befindet sich ca. 20 km nordöstlich des Kraftwerks.
Das Kraftwerk ist im Besitz der Origin Energy und wird auch von Origin betrieben. Am 17. Februar 2022 kündigte das Unternehmen die vorzeitige Stilllegung des Kraftwerks im Jahr 2025 an.

## Daten
Mit einer installierten Leistung von 2,88 GW ist Eraring das leistungsstärkste Kraftwerk in Australien. Es liefert ungefähr 25 % des in New South Wales verbrauchten Stroms. Die Jahreserzeugung schwankt: sie lag z. B. bei 14.116 GWh im Jahr 2009 und 17.530 GWh im Jahr 2006. Dementsprechend schwankt auch der Verbrauch an Steinkohle zwischen 5,48 Mio. t im Jahr 2009 und 7 Mio. t im Jahr 2006. Eraring dient zur Abdeckung der Grundlast.

## Kraftwerksblöcke
Das Kraftwerk besteht aus insgesamt vier Blöcken, die von 1982 bis 1984 in Betrieb gingen. Die folgende Tabelle gibt einen Überblick:
| Block | Max. Leistung (MW) | Betriebsbeginn | Turbine | Generator | Dampfkessel |
| ----- | ------------------ | -------------- | ------- | --------- | ----------- |
| 1     | 720                | 1982           | Toshiba | Toshiba   | IHI         |
| 2     | 720                | 1983           | Toshiba | Toshiba   | IHI         |
| 3     | 720                | 1983           | Toshiba | Toshiba   | IHI         |
| 4     | 720                | 1984           | Toshiba | Toshiba   | IHI         |

Die Leistung der vier Blöcke wurde in den Jahren 2010 bis 2012 von 660 MW auf 720 MW (bzw. 750 MW) gesteigert.

## Sonstiges
Das Kraftwerk bezieht im Jahr rund 1,1 Mio. m³ recyceltes Abwasser von der Kläranlage in Dora Creek, das im Kraftwerk weiter gereinigt und dann in den Dampfkesseln verwendet wird. Dadurch konnte der Frischwasserbedarf von 8.500 auf 4.000 m³ pro Tag verringert werden.

## Vorzeitige Stilllegung
Das Kraftwerk sollte ursprünglich bis in die frühen 2030er Jahre in Betrieb bleiben. Origin Energy hatte erklärt, ab diesem Zeitpunkt nicht mehr in fossile Energien investieren und stattdessen auf erneuerbare Energien setzen zu wollen. Am 17. Februar 2022 erklärte das Unternehmen seine Absicht, das Kraftwerk sehr viel früher, nämlich schon 2025 stilllegen zu wollen. Der australische Energiemarkt habe sich seit der Inbetriebnahme des Kraftwerks in den 1980er Jahren sehr stark gewandelt. Nach der Stilllegung sollen große Batteriekapazitäten am Kraftwerksstandort installiert werden.
Zum Zeitpunkt dieser Absichtserklärung bezog Australien etwa 60 Prozent seiner elektrischen Energie aus der Kohleverstromung.